# Ptilorrhoa
Genre
Ptilorrhoa est un genre d'oiseaux de la famille des Cinclosomatidae.

## Liste des espèces
Selon la classification de référence du Congrès ornithologique international (version 6.4, 2016) :
- Ptilorrhoa caerulescens (Temminck, 1836)
  - Ptilorrhoa caerulescens caerulescens (Temminck, 1836)
  - Ptilorrhoa caerulescens neumanni (Mayr & Meyer de Schauensee, 1939)
  - Ptilorrhoa caerulescens nigricrissus (Salvadori, 1876)
- Ptilorrhoa castanonota (Salvadori, 1876)
  - Ptilorrhoa castanonota buergersi (Mayr, 1931)
  - Ptilorrhoa castanonota castanonota (Salvadori, 1876)
  - Ptilorrhoa castanonota gilliardi (Greenway, 1966)
  - Ptilorrhoa castanonota par (Meise, 1930)
  - Ptilorrhoa castanonota pulchra (Sharpe, 1882)
  - Ptilorrhoa castanonota saturata (Rothschild & Hartert, 1911)
  - Ptilorrhoa castanonota uropygialis (Rand, 1940)
- Ptilorrhoa geislerorum (Meyer, AB, 1892)
- Ptilorrhoa leucosticta (Sclater, PL, 1874)
  - Ptilorrhoa leucosticta amabilis (Mayr, 1931)
  - Ptilorrhoa leucosticta centralis (Mayr, 1936)
  - Ptilorrhoa leucosticta leucosticta (Sclater, PL, 1874)
  - Ptilorrhoa leucosticta loriae (Salvadori, 1896
  - Ptilorrhoa leucosticta mayri (Hartert, 1930)
  - Ptilorrhoa leucosticta menawa (Diamond, 1969)
  - Ptilorrhoa leucosticta sibilans (Mayr, 1931)